# 구자평
구자평(仇自平)은 조선 전기의 문신이다. 본관은 창원(昌原). 자는 사명(士明), 호는 월정(月亭). 구복한(仇復漢)의 증손이다.

## 생애
1454년(단종 2) 알성시(謁聖試) 문과에 급제하여 권지정자(權知正字)가 되었고, 1455년(세조 1) 세조의 즉위를 도운 공으로 좌익원종 2등공신에 녹훈되었다.
1462년 선전관(宣傳官)를 거쳐 함길도 도사(都事)를 지내고, 1467년 예조정랑(禮曹正郞)을 역임하였다.
1477년(성종 8) 통훈대부 사헌부장령(司憲府掌令)이 되었다.
1478 ~ 1482년 청풍군수겸충주진관병마동첨절제사 역임(청풍은 제천시 청풍면에 해당)